# Ernst Wally
Ernst Wally (* 1976 in Wien) ist ein österreichischer Organist und Komponist.

## Leben
Ernst Wally besuchte das Musikgymnasium Wien und studierte zunächst am Diözesankonservatorium für Kirchenmusik der Erzdiözese Wien, wobei Franz Falter sein Orgellehrer war. Später betrieb er die Studienrichtungen Orgel (bei Michael Radulescu), Komposition (bei Dietmar Schermann, Michael Jarrell und Frédéric Durieux) sowie Kirchenmusik an der Universität für Musik und darstellende Kunst Wien und am Conservatoire National Supérieur de Musique et de Danse de Paris.
Nach seiner Tätigkeit als liturgischer Organist an der Wiener Karlskirche und als Gastorganist an verschiedenen Kirchen Wiens erfolgte 2007 seine Berufung an den Wiener Stephansdom, wo er zunächst die Position des Dommusikassistenten bekleidete und im Jahr 2010 schließlich zum hauptamtlichen Organisten bestellt wurde. Mehrfach wirkte er als Organist bei Rundfunk- und Fernsehgottesdiensten mit.
Als Konzertorganist trat er in verschiedenen Ländern inner- und außerhalb Europas auf. Weiters wirkte er als Organist mehrfach bei Produktionen mit dem Radio-Symphonieorchester Wien unter anderem unter der Leitung von Simone Young, Manfred Honeck und Martyn Brabbins mit. 2013 debütierte er bei der Gesellschaft der Musikfreunde in Wien und den Wiener Symphonikern mit der Symphonie Nr. 3 in c-Moll, op. 78 („Orgelsymphonie“) von Camille Saint-Saëns unter der Leitung von Bertrand de Billy.
Sein kompositorisches Schaffen umfasst Werke verschiedener Gattungen im sakralen und weltlichen Bereich. Auftragswerke schuf er unter anderem für die Guardini-Stiftung (Berlin), die Dommusik St. Stephan zu Wien anlässlich des Besuches von Papst Benedikt XVI., den Carinthischen Sommer sowie die Zyklen „Wiener Orgelkonzerte“ und „Dialogues mystiques“ (Wien). Seine Werke wurden bislang in Österreich, Deutschland, Italien, Finnland, Großbritannien, Russland, Tschechien, der Slowakei und Chile aufgeführt.
Von 2005 bis 2010 unterrichtete Ernst Wally Komposition, Tonsatz und Orgel am Wiener Schubertkonservatorium. Seit 2016 bekleidet Wally gemeinsam mit Konstantin Reymaier das Amt des Domorganisten am Wiener Stephansdom.

## Werke (Auswahl)
- Werke für Orgel solo
  - Salve Regina, op. 2 (2007)
  - Music for a devine moment, op. 7 (2011)
  - Suite für Orgel, op. 9 (2013)
- Werke für Orgel und andere Instrumente
  - „...denn er tut Wunder...“ für Violine, Violoncello und Orgel (2006)
  - Toccata, op. 1 für Schlagwerk und Orgel (2007)
  - Visionen, op. 4 für Violine und Orgel (2008)
  - „...denn er tut Wunder...“, Fassung für Flöte, Horn, Orgel, Violine, Viola und Violoncello (2009)
  - In Aeternum, op. 5 für Orgel und Streichorchester (2009)
  - Cortège, op. 6 für 3 Trompeten, Pauken und Orgel (2011)
  - Allegro concertante für Orgelpositiv und Streichquartett (2012)
- Werke für Ensembles
  - Euterpes Tanz, op. 3 für Oboe und Harfe (2008)
  - Signation for christmas für 2 Trompeten, Horn, Posaune und Tuba, 2 Pauken ad libitum (2012)
- Vokalmusik
  - Der 96. Psalm für Sopran, Violine, Violoncello und Orgel, Kantor und Volksgesang (2006)
  - Ein Ständchen für gemischten Chor SATB (2010)
  - Vier eucharistische Gebete, op. 8 für gemischten Chor (2013)
    - I. O Salutaris Hostia (SATB – auch divisi)
    - II. Tantum Ergo (SATB – auch divisi)
    - III. O Sacrum Conviviumn (SATB)
    - IV. Ave Verum (SATB auch divisi, 1 Solosopran)
- Streichorchester
  - Music for a divine moment, op. 7a (2011)

## Diskographie (Auswahl)
- Orgeln in Wien: Domkirche St. Stephan, Rieger-Orgel (Edition Lade, 2019)
- Orgeln in Wien: Jesuitenkirche/Universitätskirche (Edition Lade; 2021)
- Orgeln in Wien: Domkirche St. Stephan, Riesenorgel (Edition Lade; 2022)